# Expoziční čas

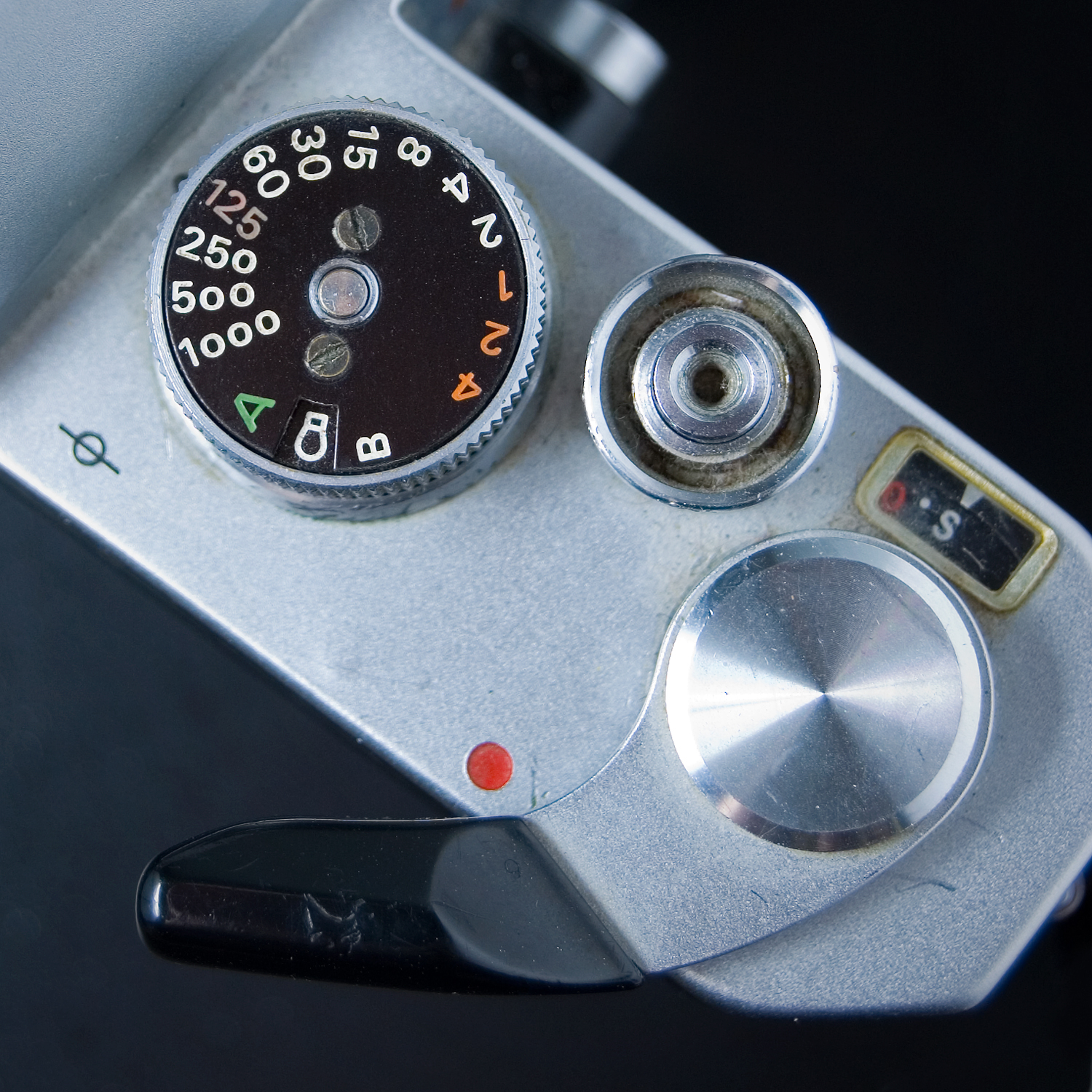
Volič rychlosti závěrky fotoaparátu Nikkormat EL

Expoziční čas (doba expozice, rychlost závěrky) je doba, po kterou je závěrka fotoaparátu otevřena a umožňuje tak světlu dopadat na obrazový senzor nebo film ve fotoaparátu.
Expoziční čas je jedním ze tří základních parametrů expozice fotografie — dalšími jsou clonové číslo a citlivost filmu nebo obrazového senzoru. Správná expozice záleží na přizpůsobení těchto tří parametrů světelným podmínkám předmětu snímku.

## Vliv expozičního času na výsledný snímek
Doba expozice může (negativně nebo naopak kreativně) ovlivnit podobu těch částí snímku, které se v době expozice pohybují. Příliš dlouhá doba expozice způsobí jejich rozmazání, velmi krátká doba expozice naopak jejich „strnutí“ v čase. S dobou expozice se tak dá experimentovat, zaměřovat se na kontrast mezi pohybujícími se a nehybnými objekty na snímku, švenkovat s fotoaparátem během expozice nebo během ní zoomovat… pro vytvoření kreativních fotografií.

## Fotografie s různými expozičními časy

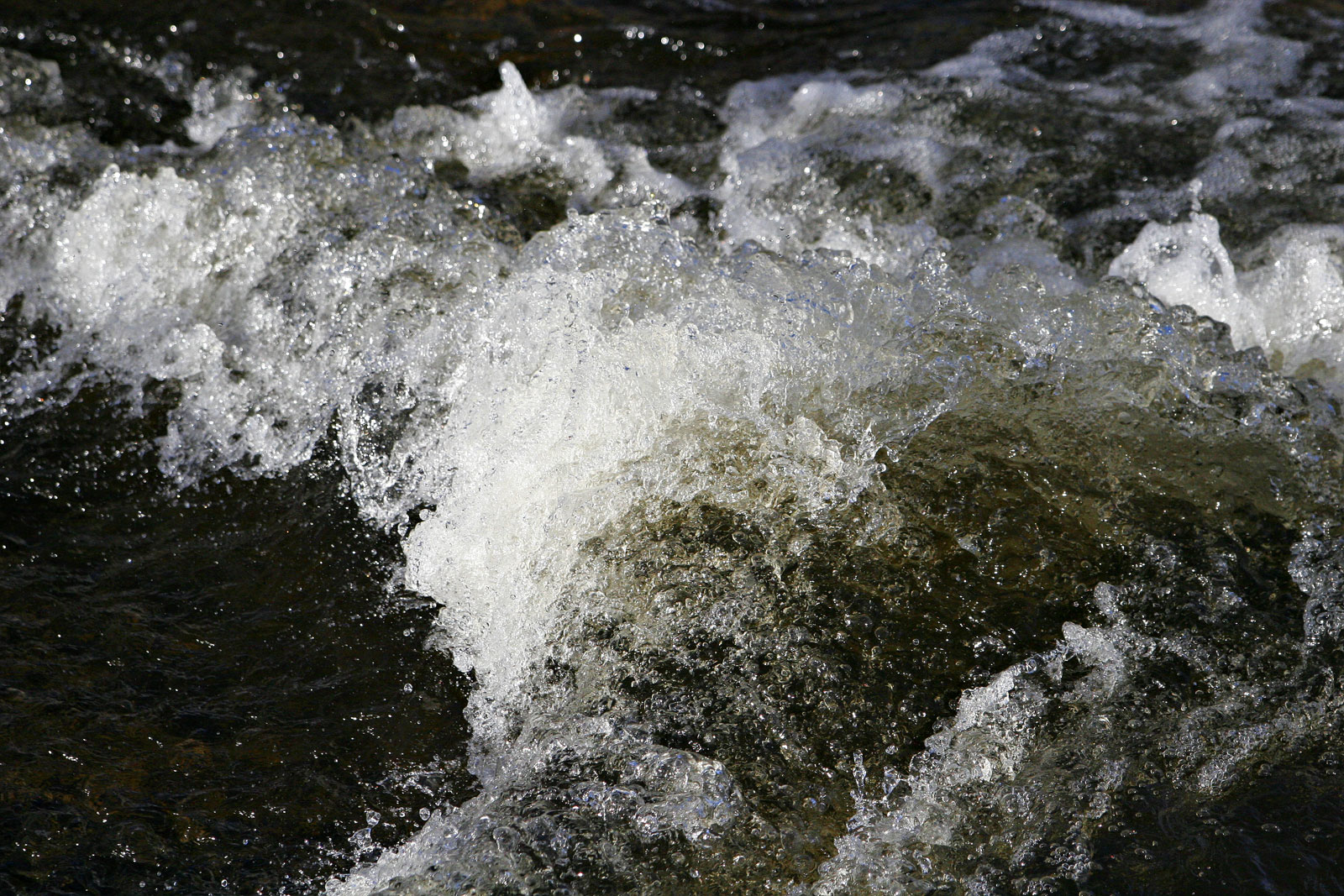
Krátká expozice
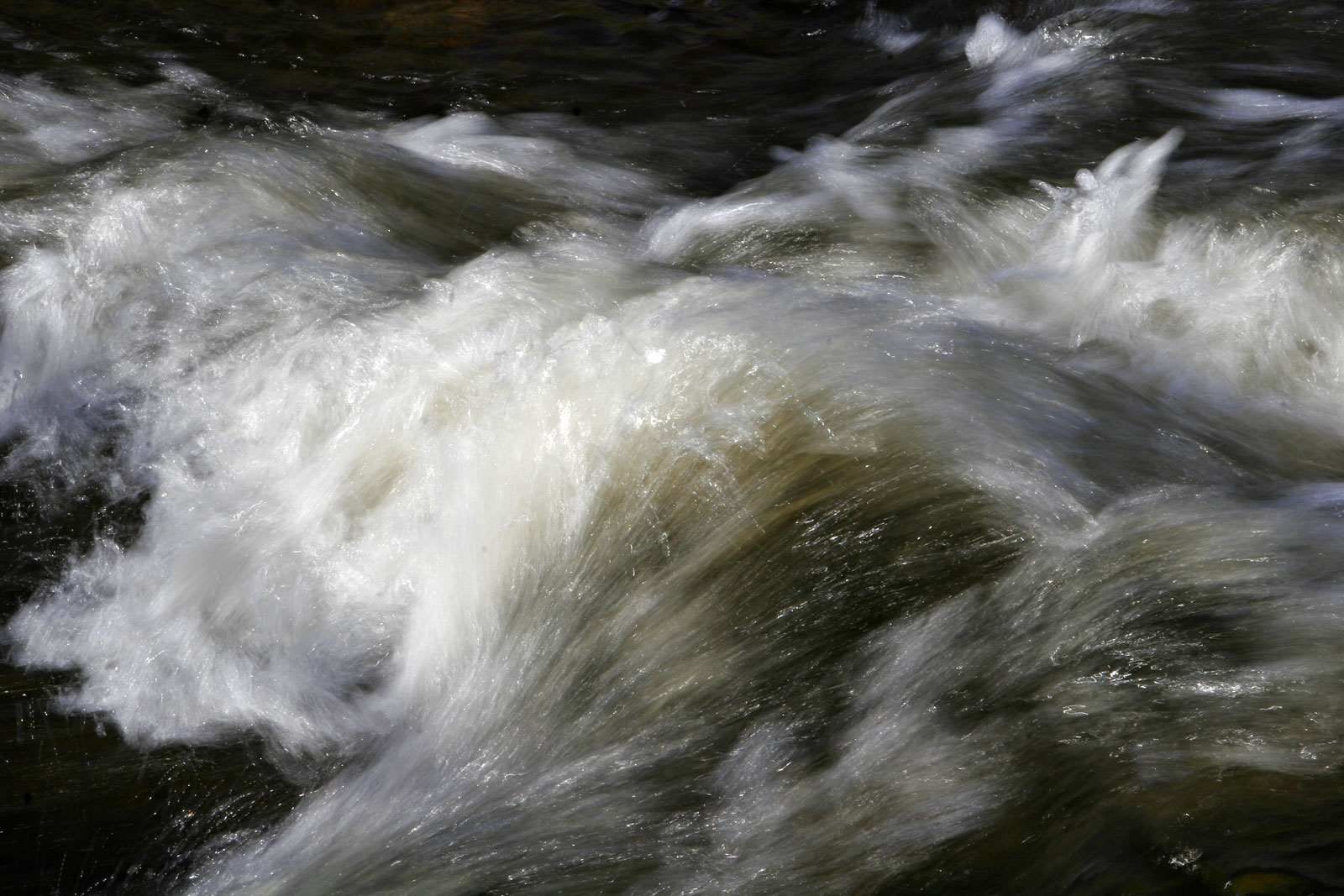
Delší expozice
Různé expoziční časy (1/800 – 1 s)